# Ne samyj udačnyj den'
Ne samyj udačnyj den' (Не самый удачный день) è un film del 1966 diretto da Jurij Pavlovič Egorov.